# 하틀풀구

하틀풀 구의 위치

하틀풀구(영어: Borough of Hartlepool)는 잉글랜드 더럼주에 위치한 단일 자치구로 중심 도시는 하틀풀이며 면적은 93.58km2, 인구는 92,590명(2014년 기준)이다. 1974년 4월 1일에 신설되었다.